# Theme Hospital
Theme Hospital – komputerowa gra strategiczna z 1997 roku, wyprodukowana przez studio Bullfrog. Stanowi symulację tworzenia i zarządzania szpitalem.

## Przebieg rozgrywki
Gra jest podzielona na dwanaście etapów. Na początku każdego z nich gracz otrzymuje do zagospodarowania budynek, wraz z pewną sumą pieniędzy. Gra toczy się na przestrzeni kolejnych lat działalności (dni są stosunkowo krótkie), a szybkość upływu czasu można regulować. Rozpoczynając każdy kolejny poziom gry, należy w ciągu kilku miesięcy przygotować szpital na przyjęcie pierwszych pacjentów, a następnie otworzyć placówkę. Prowadzenie szpitala ma na celu spełnienie podanych warunków (najczęściej należą do nich wyleczenie pewnej ilości pacjentów, odpowiednia kondycja finansowa i reputacja), by zyskać możliwość przejścia do kolejnego etapu.
Na każdym poziomie gry możliwa jest też przegrana, która może być spowodowana choćby zbyt wieloma przypadkami śmierci pacjentów.
Praca szpitala została w grze przedstawiona w sposób dość uproszczony – większość pacjentów przybywa do szpitala o własnych siłach, opuszczając go w ten sam sposób (niezależnie od choroby). Z kolei pracownicy szpitala przebywają w nim cały czas, nie opuszczając go. Większość pacjentów nie przebywa ani przez moment na oddziałach. Wszystko to powoduje, że szpital w grze w istocie jest raczej rodzajem wielospecjalistycznej przychodni.

## Elementy rozgrywki

### Pracownicy
W Theme Hospital występują cztery kategorie pracowników, wśród których znajdują się lekarze, pielęgniarki, złote rączki i recepcjonistki. Istnieje tu sztywny podział profesji pomiędzy płci – pielęgniarki i recepcjonistki to wyłącznie kobiety, dwa pozostałe zawody są wyłączną domeną mężczyzn.

#### Lekarze
Charakter gry wymaga ich udziału w większości działań medycznych, co powoduje że są grupą wymagającą zatrudnienia w największej liczbie. W Theme Hospital trzy stopnie zaawansowania lekarza: junior, doktor i konsultant – pierwsi dwaj nie różnią się właściwościami, z wyjątkiem szybkości działania, natomiast konsultanci, oprócz szybszej pracy, potrafią prowadzić wykłady dla innych lekarzy.
Oprócz poziomów zaawansowania lekarze mogą posiadać także jedną z trzech specjalności:
- psychiatry (Psychiatrist),
- chirurga (Surgeon)
- naukowca (Reseacher).

Pierwsze dwie wymagane są przy leczeniu pewnych przypadłości, trzecia jest konieczna do prowadzenia badań naukowych. Specjalności takie posiadają niektórzy nowo rekrutowani lekarze (wśród których znajdują się najczęściej osoby na wszystkich trzech poziomach zaawansowania), do specjalności może także lekarza przyuczyć kolega konsultant (będący jednocześnie specjalistą danej dziedziny).

#### Pozostali pracownicy
Pielęgniarki w grze pracują samodzielnie, bez pomocy lekarza, m.in. w aptekach, oddziałach łóżkowych i przy niektórych zabiegach. Podobnie jak wszyscy inni pracownicy poza lekarzami, nie mają możliwości rozwoju zawodowego.
Złote rączki pełnią głównie funkcje utrzymania porządku, sprzątając korytarze i podlewając kwiaty. Ponadto naprawiają urządzenia medyczne, które tego wymagają.
Rola recepcjonistki jest ograniczona do kierowania nowo przybyłych pacjentów do jednego z gabinetów lekarskich.

### Rodzaje pomieszczeń
Theme Hospital umożliwia graczowi budowę kilkunastu rodzajów pomieszczeń, podzielonych na kategorie: diagnostyczne, lecznicze (treatment), leczenia specjalistycznego (clinics) i inne.
Wśród diagnostycznych oprócz gabinetu lekarskiego (GP Office), który jest rodzajem podstawowego ogniwa w procesie leczenia, i z którym ma kontakt każdy pacjent, występują pokoje służące m.in. badaniom ogólnym, kardiograficznym, psychiatrycznym, diagnostyce obrazowej itp.
Pomieszczenia lecznicze to oprócz gabinetu psychiatrycznego (który służy także do diagnostyki, i wymaga obecności specjalisty – psychiatry), apteki i Traktu Operacyjnego (Operation Theatre, do pracy wymaga obecności pary specjalistów – chirurgów), to także grupa pomieszczeń specjalistycznych (do leczenia pojedynczych chorób). Oddział łóżkowy (prowadzony przez pielęgniarkę) służy zarówno celom diagnostycznym, jak i pobytowi chorych kierowanych na Trakt Operacyjny.
Dodatkowymi pomieszczeniami w grze są toalety i pokoje wypoczynkowe personelu, a także pomieszczenia do badań naukowych (gdzie pracują specjaliści – badacze) i sale wykładowe (Training), służące do podnoszenia kwalifikacji lekarzy.

### Gospodarka majątkiem
Gra w Theme Hospital wymaga od gracza gospodarowania środkami finansowymi – zyskiwanymi dzięki opłatom za diagnostykę i leczenie, a także dzięki nagrodom i zaciąganym kredytom. Pieniądze wydawane są natomiast przede wszystkim na budowę nowych pomieszczeń i instalowanie wyposażenia dodatkowego, takiego jak ławki, kwiaty, grzejniki czy automaty z napojami.
Ważnym wydatkiem w grze są ponadto płace dla personelu, który w wypadku trudnych warunków pracy lub po prostu zwykłego niezadowolenia, żąda podniesienia zarobków.

### Badania naukowe
Na początku kolejnych etapów gry, gracz nie ma dostępu do wszystkich rodzajów pomieszczeń – muszą one zostać odkryte przez lekarzy – badaczy. Podobnie, skuteczność leków na poszczególne choroby wymaga poprawy, co odbywa się w ten sam sposób.
W pewnym zakresie gracz decyduje o rodzaju prowadzonych badań naukowych, przydzielając pracowników i sprzęt do pomieszczeń badawczych, a także ustalając dominujące kierunki pracy badawczej – mając do wyboru poszukiwanie nowych rodzajów pomieszczeń diagnostycznych i leczniczych, prace nad lepszymi lekami, unowocześnienie istniejących urządzeń (podnoszące ich wytrzymałość) i rozwój metod specjalizacji lekarzy.

### Wydarzenia losowe
W czasie gry mają miejsce wydarzenia wpływające na przebieg gry. Należą do nich:
- nagły wypadek – gracz proszony jest o przyjęcie jednego lub więcej chorych na określoną przypadłość i ich wyleczenie w ograniczonym czasie. Jeśli się to uda, przyznawana jest nagroda finansowa, jeśli nie – chorzy natychmiast umierają, pogarszając reputację szpitala,
- epidemia – następuje nagły wzrost zachorowań na pewne choroby, co może pociągnąć za sobą spadek reputacji i kary finansowe, o ile pacjenci nie zostaną szybko skierowani do leczenia,
- trzęsienie ziemi – powoduje szybkie uszkodzenie aparatury medycznej, co może spowodować jej nieodwracalne zniszczenie i na stałe wyłączyć z użytkowania określone pokoje.

Ponadto, o ile wyczerpią się możliwości diagnostyczne szpitala, a nie udało się postawić pewnej diagnozy u pacjenta, to gracz decyduje, czy przeprowadzić leczenie.